# Alloplasta verae
Alloplasta verae là một loài tò vò trong họ Ichneumonidae.